# Johana Flanderská
Johana Flanderská (francouzsky Jeanne de Flandre; 1295? – 1374) byla hraběnka z Montfort-l'Amaury a Richmondu, vévodkyně bretaňská a aktivní účastnice války o bretaňské nástupnictví v tzv. válce dvou Jan. Posledních třicet let svého života strávila zapomenuta na hradě Tickhill.

## Život

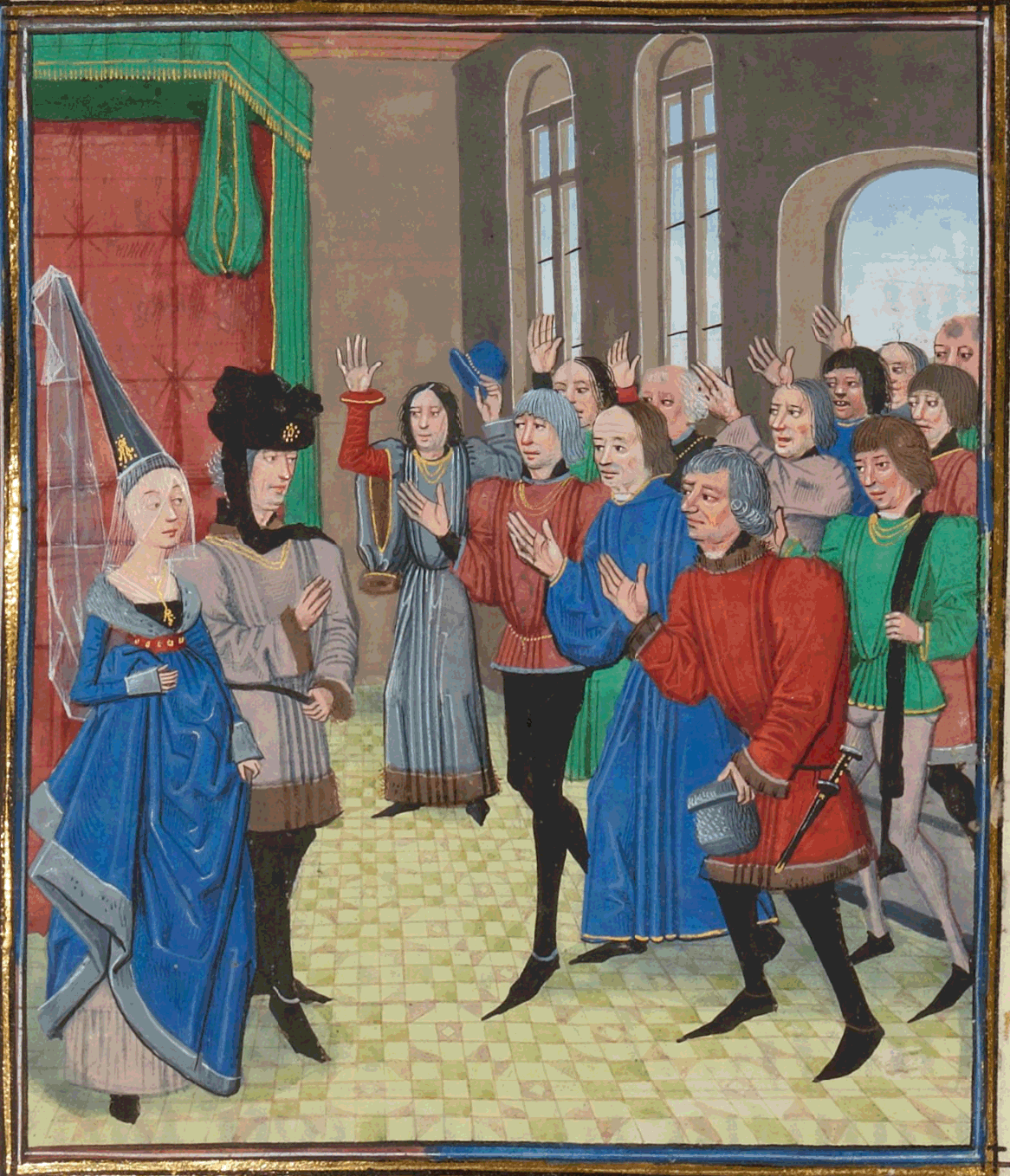
Jan z Montfortu s chotí Johanou přijímá hold obyvatel Nantes (středověká iluminace)

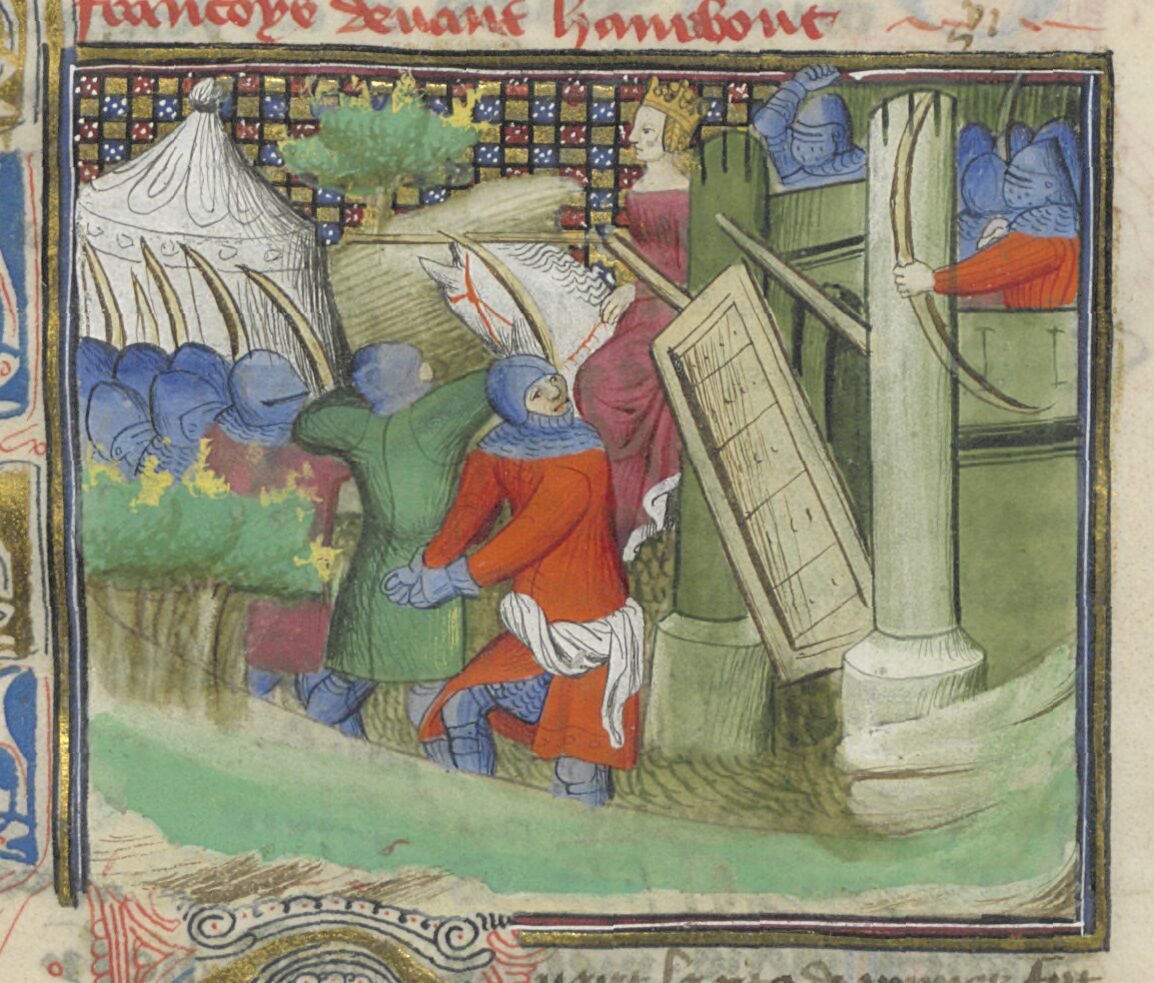
Johana při obraně Hennebontu (středověká iluminace)

Byla jedinou dcerou Ludvíka z Nevers a sestrou flanderského hraběte Ludvíka. Roku 1329 byla provdána za Jana z Montfortu, posledního ze synů bretaňského vévody Artura II.
Roku 1341 zemřel Janův starší bratr Jan, kterému se i přes četná manželství nepodařilo zplodit dědice. Ještě před smrtí se pokusil Jana z Montfortu z dědictví vyloučit ve prospěch své kulhavé neteře Johany a jejího zbožného manžela Karla z Blois. Spor o dědictví vyústil v mnoho let trvající válku.
| „                | Ježto po sobě nezanechal přímého potomka, zmocnil se vévodství jeho bratr hrabě Montfort, a to na úkor vévodovy neteře, která se provdala za pana Karla z Blois. Té totiž vévoda při sňatku slíbil, že jí vévodství po jeho smrti připadne. Nicméně hrabě Montfort byl připraven hájit svůj nárok vojenskou silou... | “ |
| — Jean Froissart | |   |

Montfortovi se podařilo získat podporu anglického krále Eduarda III. za slib, že od něj přijme Bretaň jako anglické léno. Podpora Anglie mu však nebyla nic platná, Karlovi z Blois se podařilo jej při obléhání Nantes zajmout a nechat uvěznit v Louvru.
Johana se po manželově zajetí ujala jeho věci a přislíbila anglickému králi, že bude moci jednu ze svých dcer provdat za jejího syna, pokud poskytne vojenskou pomoc. Zatímco Jan z Montfortu trávil čas v pařížském vězení, proslavila se jeho žena statečnou obranou obléhaného Hennebontu.
| „                | Při každém útoku bylo vidět paní hraběnku, jak v brnění a v sedle projíždí vzhůru a dolů ulicemi, dodává obyvatelům odvahy a povzbuzuje je ke statečnému odporu... | “ |
| — Jean Froissart | |   |

Odhodlaná ubránit Bretaň pro svou rodinu, přesvědčovala své stoupence a oblékla na sebe i zbroj v níž podnikla útok na nepřátelský tábor Karla z Blois a nechala podpálit ležení. Hennebont udržela až do příjezdu posil z ostrovního království.
Roku 1343 došlo k příměří mezi Francií a Anglií a téhož roku se Johana společně se synem uchýlila na dvůr anglického krále Eduarda III. Zde byla prohlášena za duševně chorou a byla internována na hradě Tickhill, kde roku 1374 zesnula.